# Iizuka Majumi
Iizuka Majumi (飯塚雅弓; Hepburn: Mayumi Iizuka; Tokió, 1977. január 3. –) népszerű japán énekes és szeijú. Tokióban született, gyermekkorát Tajvanon töltötte, és régóta él Jokohamában. Iizuka japán rajongóitól pedig a Mácsan becenevet kapta.

## Szerepei (hang és színjátszás)

### Anime/video játékok
- The Vision of Escaflowne - Yukari és Princess Millerna
- Escaflowne, A Girl in Gaea - Sora
- Magic User's Club - Nanaka Nakatomi
- Tenchi in Tokyo - Sakuya Kumashiro
- Gate Keepers - Reiko Asagiri
- Fancy Lala - Anna Nozaki
- Kanon - Makoto Sawatari
- Angelic Serenade (más néven Tenbatsu! Angel Rabbie) - Lasty Farson
- Pokémon - Misty, Pippi és Pixie
- Sorcerous Stabber Orphen - Cleao
- Princess Nine - Yoko Tokashiki
- Chance: Triangle Session - Akari Mizushima
- Mega Man Legends, Marvel vs. Capcom 2 és Namco x Capcom - Tron Bonne
- Nagasarete Airantō - Panako
- ToHeart - Aoi Matsubara
- Star Ocean EX - Rena Lanford
- UFO Ultramaiden Valkyrie - Raine
- Futari wa Pretty Cure - Yuka Odajima
- Fresh Pretty Cure! - Miyuki

## Lemezei

### Szólók
1. Akuseru (アクセル), 1997
2. love letter, 1999
3. caress/place to be, 2000
4. My wish, 2000
5. Yasashi Migite (やさしい右手), 2002
6. Koi no Iro (恋の色), 2002
7. Kikaseteyo Kimi no Koe (聴かせてよ君の声), 2002
8. Pure♡, 2003
9. amulet, 2004
10. TRUST - Kimi to Aruku Mirai - (TRUST～君と歩く未来～), 2011

### Albumok (teljes hosszúságú)
1. Kataomoi (かたおもい), 1997
2. Mint to Kuchibue (ミントと口笛), 1998
3. so loving, 1999
4. AERIS, 2000
5. Himawari (ひまわり), 2001
6. Niji no Saku Basho (虹の咲く場所), 2002
7. SMILE×SMILE, 2003
8. ∞infinity∞, 2004
9. mine, 2005
10. 10LOVE, 2006
11. Crystal Days, 2007
12. Stories, 2008
13. Fight!!, 2009
14. Kimi e... (君へ。。。), 2009

### Mini-albumok
1. Fly Ladybird fly, 1998
2. 23degrees。, 2004
3. Purezento (プレゼント), 2005

### Legjobb Albumok
1. berry best, 2001
2. BESTrawberry, 2005